# Oak Creek (Wisconsin)
Oak Creek es una ciudad ubicada en el condado de Milwaukee en el estado estadounidense de Wisconsin. En el Censo de 2010 tenía una población de 34.451 habitantes y una densidad poblacional de 467,58 personas por km².

## Geografía
Oak Creek se encuentra ubicada en las coordenadas 42°52′49″N 87°54′3″O / 42.88028, -87.90083. Según la Oficina del Censo de los Estados Unidos, Oak Creek tiene una superficie total de 73.68 km², de la cual 73.68 km² corresponden a tierra firme y (0%) 0 km² es agua.

## Demografía
Según el censo de 2010, había 34.451 personas residiendo en Oak Creek. La densidad de población era de 467,58 hab./km². De los 34.451 habitantes, Oak Creek estaba compuesto por el 87.72% blancos, el 2.78% eran afroamericanos, el 0.72% eran amerindios, el 4.51% eran asiáticos, el 0.05% eran isleños del Pacífico, el 2.09% eran de otras razas y el 2.13% pertenecían a dos o más razas. Del total de la población el 7.49% eran hispanos o latinos de cualquier raza.